# Station Rotterdam Maas
Station Rotterdam Maas was een spoorwegstation in Rotterdam, ongeveer op de plek waar zich sinds 1964 de Maasboulevard bevindt en waar sedert 1988 Tropicana staat. Het station is in gebruik geweest van 1 december 1858 tot 4 oktober 1953.

## Eerste station (1858)

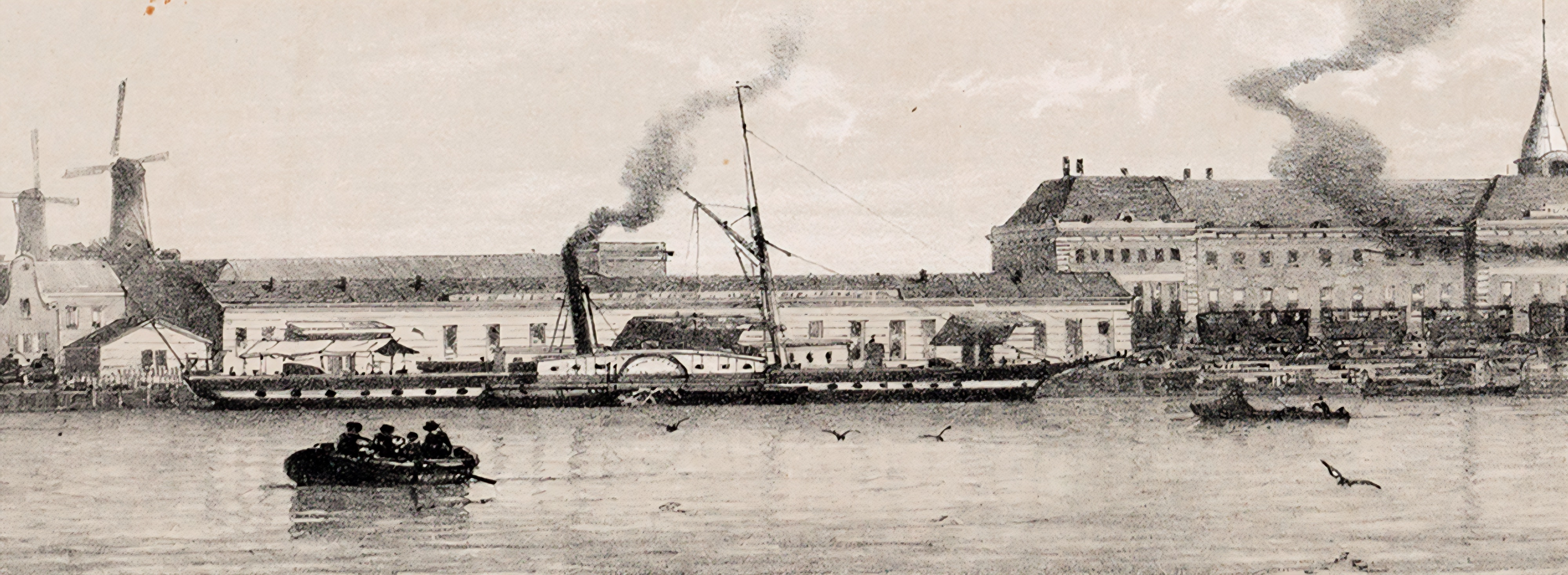
Blik op het eerste Rotterdamse Rhijnspoorstation vanaf de Maas, ca. 1860. Detail uit: Profiel van Rotterdam over de Nieuwe Maas in 6 delen, gedrukt op 3 bladen. Deel 6. Rotterdams archief, RI-179-5-6

Het kopstation was het eindpunt van de spoorlijn Utrecht – Gouda – Rotterdam, die tot 1890 geëxploiteerd werd door de Nederlandsche Rhijnspoorweg-Maatschappij (NRS). Het eerste station, ontworpen door J. Enschedé, werd geopend in 1858 en verving een eerder, tijdelijk eindstation bij het Boerengat, 350 meter naar het westen. Het houten gebouw was bescheiden van omvang, wat al snel leidde tot onvrede; de faciliteiten waren te beperkt en de reizigers moesten uitstappen op een open terrein, "blootgesteld aan de ongemakken van het vooral tegenwoordig zoo ongunstige weder". De zuinigheid van de Rhijnspoorweg-Maatschappij stond in schril contrast met de weelderige aankleding die bij het station van de concurrerende Hollandsche IJzeren Spoorweg-Maatschappij (HIJSM).

## Tweede station (1876)

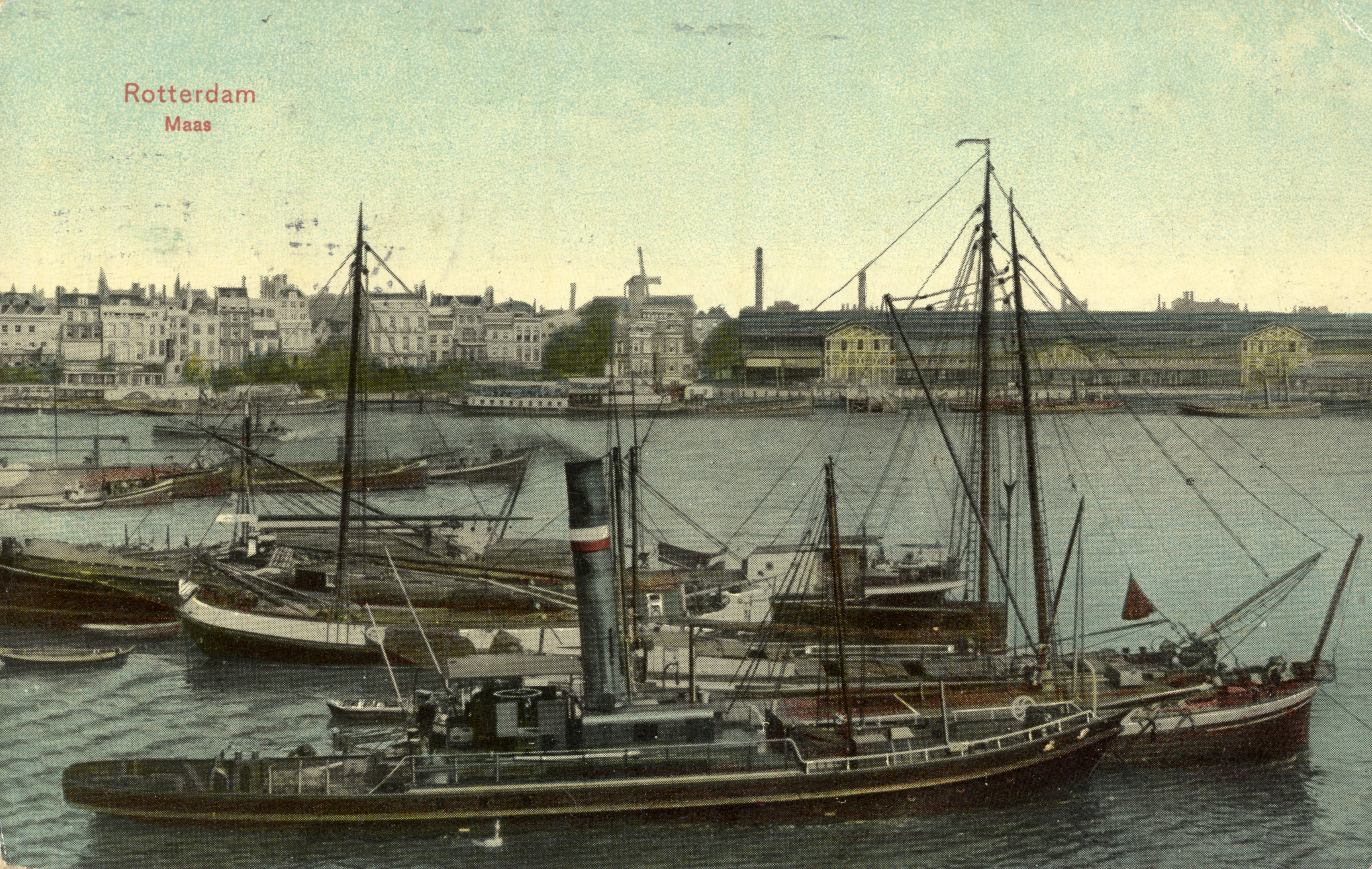
Blik op Station Rotterdam Maas vanaf de Maas, ca. 1905. Utrechts Archief HUA-170096.

Plannen voor een monumentaal (en dus kostbaar) station met stationshotel naar Brits model, opgesteld door de Britse architect George Somers Clarke, vonden geen genade in de ogen van de maatschappij, maar in 1876 kon toch een beduidend groter stationsgebouw geleidelijk in gebruik worden genomen. Het ontwerp stamde van Aaldert Willem van Erkel. die daarvoor ook verantwoordelijk was voor het station Den Haag Staatsspoor (op de plaats van het huidige Den Haag Centraal. Het gebouw bezat een gevel bestaande uit een houten vakwerkstructuur opgevuld met rood metselwerk, had een lengte van ruim 90 meter en was gericht naar de haven. Deze structuur kwam overeen met stations die rond deze tijd door de Staatsspoorwegen (SS) werden aangelegd. De erachter gelegen overkapping was van hetzelfde type als die van het Amsterdamse Rhijnspoor-station (later Station Weesperpoort genoemd). Evenals dit station kende het een tweede overkapping naast het hoofdgebouw waar aanvankelijk koetsen konden wachten en later een fietsenstalling werd gevestigd. 
In 1890 werd de Rhijnspoorweg-Maatschappij en daarmee het station overgenomen door de Staatsspoorwegen en hernoemd naar "Rotterdam Maasstation". Na bijna dertig jaar getreuzel werd het in 1899 via een verbinding om Rotterdam heen, de Ceintuurbaan, verbonden met station Delftse Poort, Deze lijn werd geëxploiteerd door de HIJSM. 

## Bombardement en opheffing

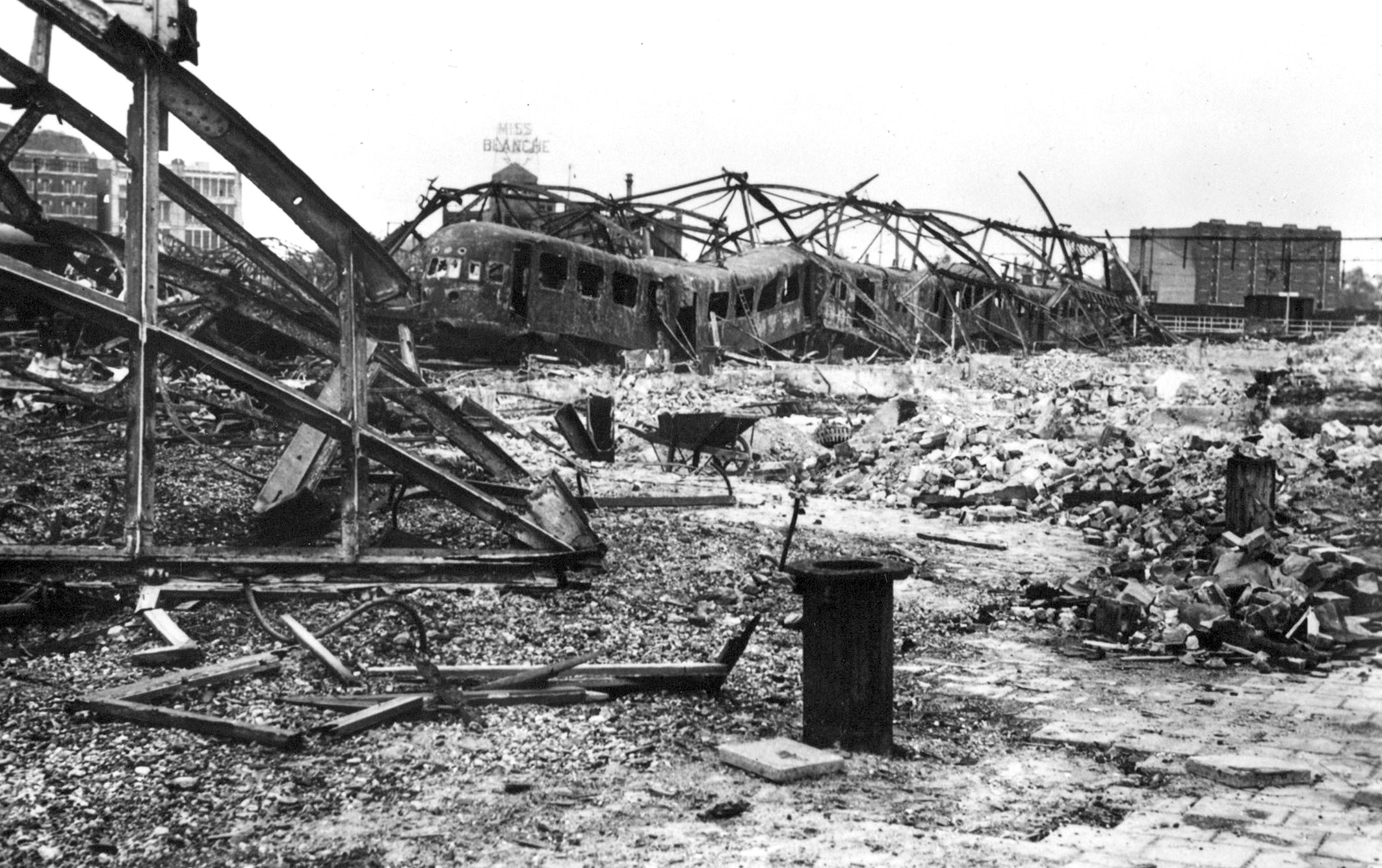
Station Rotterdam Maas na het bombardement van 14 mei 1940.

Het Maasstation werd tijdens het bombardement op Rotterdam van 14 mei 1940 zwaar beschadigd. Daarna heeft men het tot 1953 met noodvoorzieningen in exploitatie kunnen houden. In dat jaar werd de spoorlijn uit Utrecht verlegd tussen Nieuwerkerk a/d IJssel en Rotterdam Noord, zodat een betere aansluiting op het nieuwe Rotterdam Centraal (ter hoogte van het oude Delftse Poort) ontstond. Hierop werd station Maas gesloten. De vrijkomende ruimte werd benut voor de aanleg van wegen, waaronder de Maasboulevard. Vanaf Tropicana loopt parallel aan een deel van de Maasboulevard nog altijd de Rhijnspoorkade.

## Verwijzingen
1. ↑  Romers, H. (1981). De spoorwegarchitectuur in Nederland, 1841-1938. Zutphen: De Walburg Pers, p. 29.
2. ↑  Borselen, J.W. van (1993). Sporen in Rotterdam. Stadsgeschiedenis rondom de trein. Rotterdam: Stichting Roterodamum, p. 98.
3. ↑  Romers, H. (19810. De spoorwegarchitectuur in Nederland, 1841-1938. Zutphen: De Walburg Pers, p. 39.